# Эрарих
Эрарих (гот. 𐌴𐍂𐌰𐍂𐌴𐌹𐌺𐍃 (Erareiks), лат. Ariaricus, греч. Εράριχος; убит в 541) — король остготов в 541 году.

## Биография
Эрарих был вождём ругов, которые вместе с остготами переселились в Италию, не смешиваясь однако с ними, и поселились в провинции Венеция.
Эрарих вступил на престол, вероятно, в мае 541 года при поддержке своего народа. Однако небольшое племя ругов переоценило свои возможности: король не смог оправдать возложенных на него надежд. Он попытался вернуться к предложенному Юстинианом I и отвергнутому Велизарием разделу Италии. С этой целью новый король отправил посольство в Константинополь. Тем временем готские противники Эрариха начали мятеж, и король был убит через пять месяцев правления (видимо, октябрь 541 года).
Новым правителем остготов стал Тотила.